# AS Gabès
Avenir Sportif de Gabès (en árabe: المستقبل الرياضي بڨابس‎, a menudo referido como ASG o Zliza), es un club de fútbol de Gabès en Túnez. 
Su gran rival es el Stade Gabésien de la misma ciudad.

## El club
El club fue fundado en 1978, por M. Hmad Nasfi, un empresario local. El equipo juega con los colores rojo y negro.
Su estadio se encuentra el Stade du zrig, que la comparten con sus rivales en última instancia Stade Gabèsien o 'Stayda', que tiene una capacidad de 15.000. El derbi entre Zliza y Stade Gabèsien siempre es un gran evento que goza de los aficionados al fútbol, en Gabes o incluso en todo Túnez.